# Pedro Mota Soares
Luís Pedro Russo da Mota Soares, né le 29 mai 1974, est un homme politique portugais,,.
Il est ministre de la Solidarité, de l'Emploi et de la Sécurité sociale entre juillet 2013 et novembre 2015.